# Awans
Awans ist eine belgische Gemeinde in der Region Wallonien. Sie befindet sich in der Provinz Lüttich im Arrondissement Lüttich.

## Geographie
Die Gemeinde hat 9344 Einwohner (Stand 1. Januar 2024) und eine Fläche von 27,16 km². Awans liegt in der Agglomeration Lüttich gut acht Kilometer nordwestlich des Stadtzentrums. Die niederländische Stadt Maastricht liegt 25 km nordnordöstlich, Namur 46 km südwestlich und Brüssel 75 km nordwestlich. Die nächsten Autobahnabfahrten sind Hognoul im Norden an der Autobahn 3 / E40 und Liège Aéroport im Süden an der Autobahn 15 / E42. Der Flughafen Lüttich liegt nur wenige Kilometer südlich der Gemeinde. Außerdem gibt es den Bahnhof Bierset-Awans, hier verkehrt u. a. die S 44 der S-Bahn Lüttich.

## Geschichte
Nach belgischer Geschichtsschreibung ursprünglich im Besitz der vor 714 gegründeten Abtei Chèvremont nahe Lüttich, kommt der Ort 779 angeblich durch Tausch an Karl den Großen und nach dessen Tod durch seinen Sohn Ludwig den Frommen an das Kloster Stavelot bei Malmedy. Im Besitz dieser mächtigen Abtei erscheint der Fiskus „Awanno“ in einer Urkunde Ludwigs des Frommen von 814 (Regesta Imperii I, Nr. 545). 854 bestätigt Kaiser Lothar I. dem Abt des Klosters Prüm bei Bitburg die Schenkung der villa Hauuannis (Reg.Imp.I,1165). Folgerichtig erscheint Awans auch 893 im „Prümer Urbar“, dem Besitzverzeichnis dieser Abtei. Ein weiterer Besitzwechsel wird von Ludwig IV. (genannt Ludwig das Kind) 902 beurkundet. Der „Ort Auuana“ gehört nun dem Grafen Reginar, der als Laienabt mehrerer Klöster mächtig geworden war und dem König dafür einige eigene Orte vertauscht (Reg.Imp.I,2001).
Ein seltsam langwieriger Kampf zweier Stämme der Haspen (von der belgischen Geschichtsschreibung „La Guerre entre les Awans et des Waroux“ genannt), der sich unter dem machtlosen Lütticher Fürstbischof 38 Jahre hinzog (1297–1335), dezimierte die Bevölkerung des Haspengaus. Auch das Schloss von Awans soll in diesem Bürgerkrieg völlig zerstört worden sein.

## Ansichten

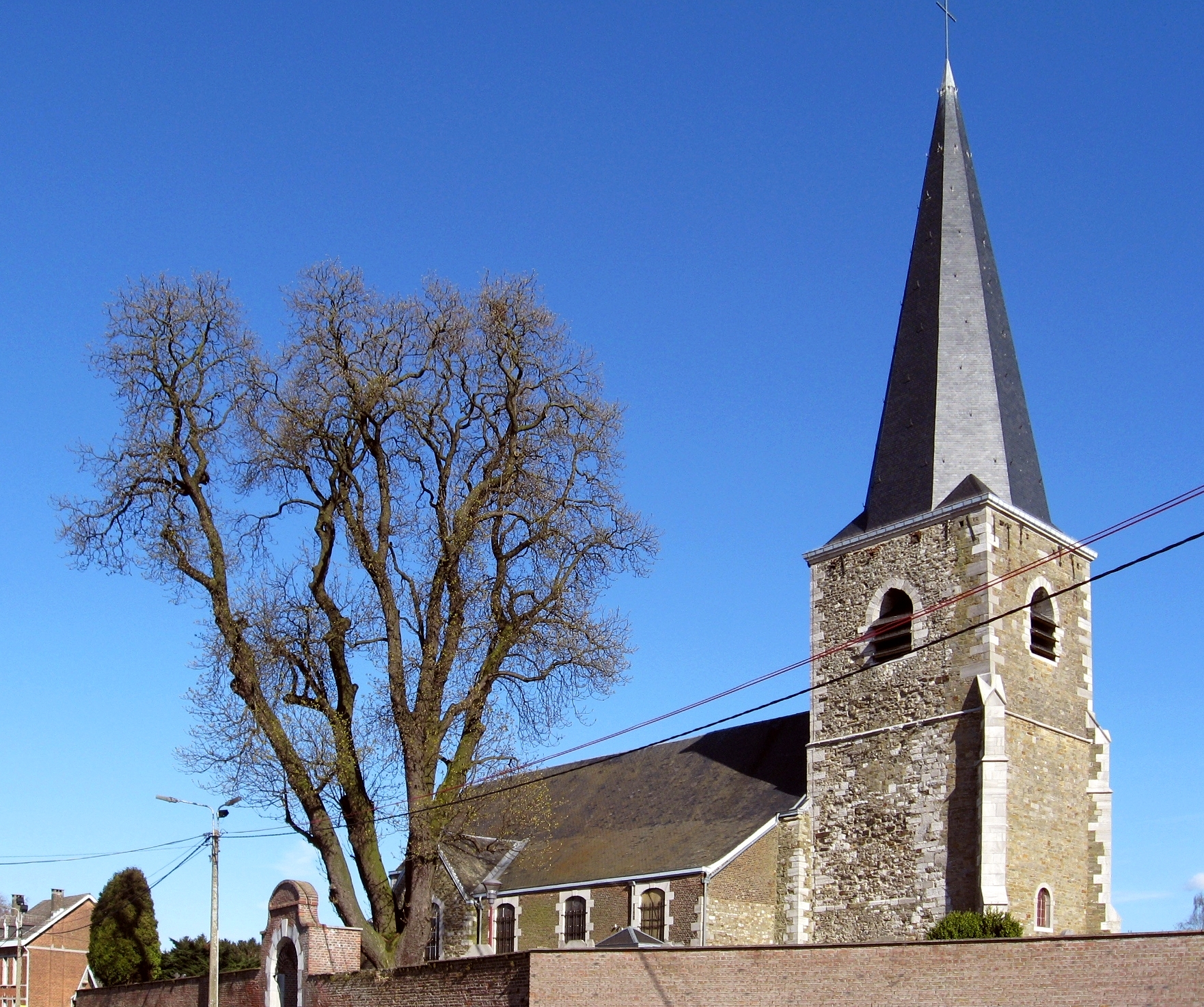
St. Agathe
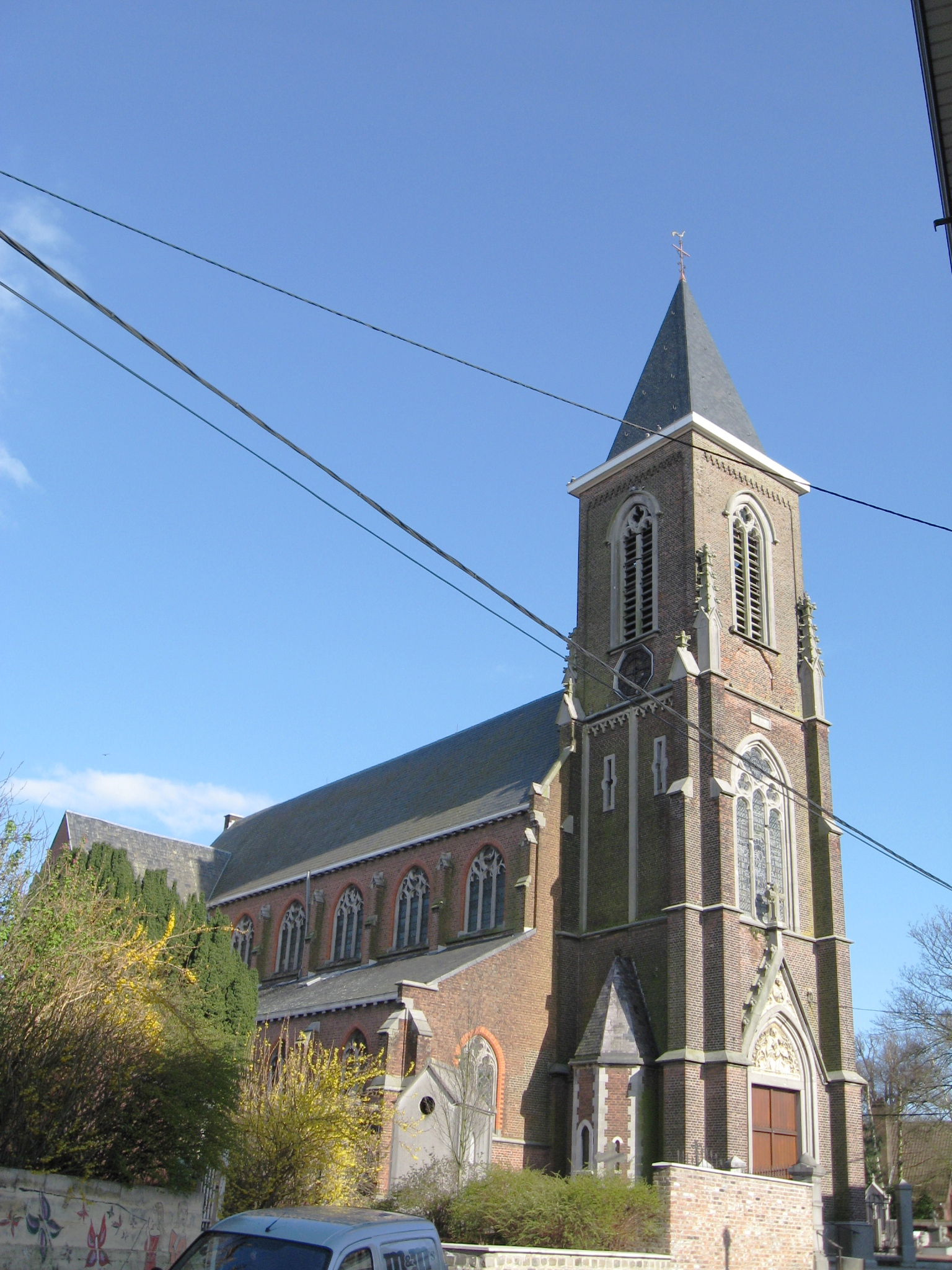
Kirche Sankt-Peter-und-Paul in Othée
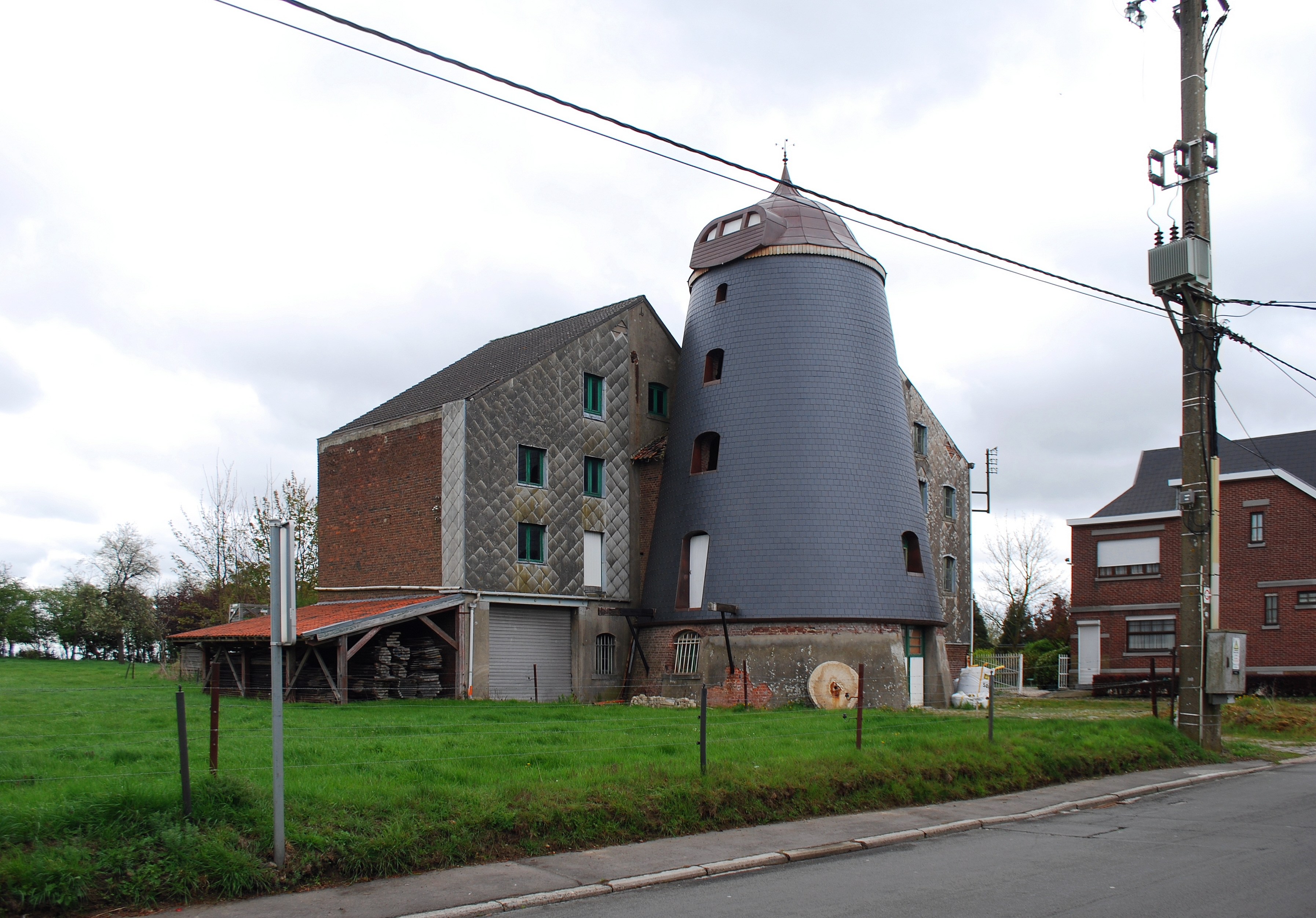
Alte Mühle in Othée